# Cathérine Fleury
Catherine Fleury, född den 18 juni 1966 i Paris, Frankrike, är en fransk judoutövare.
Hon tog OS-guld i damernas halv mellanvikt i samband med de olympiska judotävlingarna 1992 i Barcelona.